# Horatio Hornblower

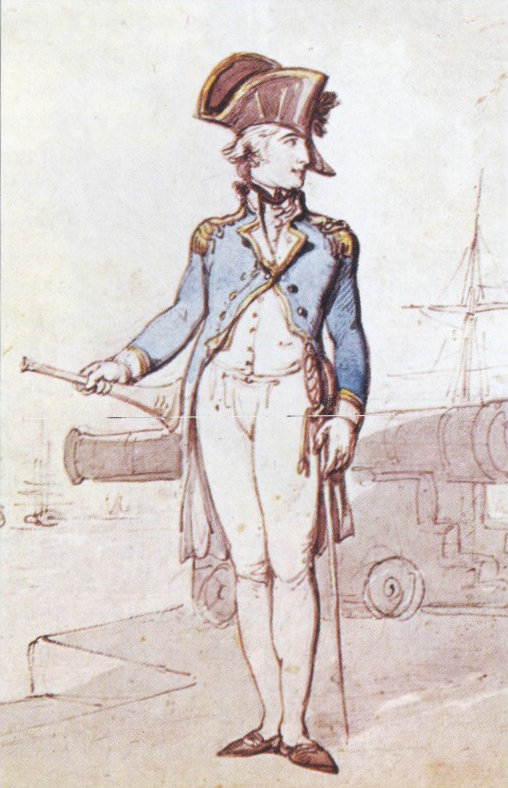
Disegno di un capitano della Royal Navy, primi anni del XIX secolo

Horatio Hornblower è il personaggio letterario protagonista di una serie di romanzi nati dalla penna del giornalista e romanziere Cecil Scott Forester (pseudonimo di Cecil Louis Troughton Smith).
La saga è composta da undici volumi, che narrano dell'avventurosa ed eroica vita di un ufficiale britannico, che, da aspirante guardiamarina, arriverà ai vertici della Royal Navy divenendo ammiraglio. La storia è ambientata durante le guerre napoleoniche (ovverosia a cavallo tra il Settecento e l'Ottocento) quando la Francia e la Gran Bretagna si scontravano in terra ed in mare. Dopo essere sopravvissuto a molte avventure ambientate in una gran varietà di luoghi, raggiunge il culmine della sua professione, promosso ammiraglio della flotta, nominato cavaliere di gran croce dell'Ordine del Bagno (GCB), è fatto 1º barone Hornblower.
Hornblower è stato interpretato nel 1951 dall'attore americano Gregory Peck nel film Le avventure del capitano Hornblower (Il temerario). Più di quarant'anni dopo, il giovane ufficiale è stato protagonista di una miniserie televisiva (Hornblower), interpretata dall'attore gallese Ioan Gruffudd.
Il personaggio di Hornblower è, in parte, costruito su una figura storica, quella dell'Ammiraglio britannico Thomas Cochrane, come il Jack Aubrey di Patrick O'Brian.

## Libri
Va sottolineato che, da parte di Forester, la scrittura degli undici romanzi (e, conseguentemente, la loro pubblicazione, sia in lingua inglese che nella successiva edizione in lingua italiana) non ha sempre rispettato la cronologia delle avventure narrate nel corso della saga. Raccontando prima la carriera di Hornblower da capitano di vascello (The Happy Return) a commodoro col titolo di lord, (Commodore Hornblower e Lord Hornblower) per poi raccontarne gli inizi da guardiamarina (Mr. Midshipman Hornblower) fino alla sua promozione a capitano di vascello, (che avviene alla fine del romanzo Hornblower and the Hotspur) con in mezzo un paio di romanzi scritti e pubblicati prima di Hornblower and the Hotspur ma dove Hornblower è già capitano di vascello (Hornblower and the Atropos) e, addirittura, ammiraglio in (Hornblower in the West Indies).

### I romanzi nell'ordine in cui sono stati scritti
1. The Happy Return (Il felice ritorno), 1937
2. A Ship of the Line (Una nave di linea), 1938
3. Flying Colours (La "strega di Endor"), 1938
4. Commodore Hornblower (Il Commodoro Hornblower), 1945
5. Lord Hornblower (Lord Hornblower), 1946
6. Mr. Midshipman Hornblower (Il guardiamarina Hornblower), 1950
7. Lieutenant Hornblower (Il tenente di vascello Hornblower), 1952
8. Hornblower and the Atropos (Hornblower e l'"Atropos"), 1953
9. Hornblower in the West Indies (Hornblower ammiraglio: l'ultima avventura), 1958
10. Hornblower and the Hotspur (Il ritorno di Hornblower), 1962
11. Hornblower during the Crisis (inedito in italiano), 1967

### I romanzi in ordine cronologico
Tra le parentesi quadre il tempo in cui si svolge l'azione:
1. Mr. Midshipman Hornblower (Il guardiamarina Hornblower - SuperBUR, 2001) [1794 - 1797]
2. Lieutenant Hornblower (Il tenente di vascello Hornblower - SuperBUR, 2001; assieme a Il Guardiamarina Horblower stampato in un volume unico: Guardiamarina e tenente Hornblower) [1802-1803]
3. Hornblower and the Hotspur (Il ritorno di Hornblower - Longanesi, 1971 / BUR, 2019, [1803 - 1804]
4. Hornblower during the Crisis (postumo ed incompleto, mai pubblicato in Italia) [1805]
5. Hornblower and the Atropos (Hornblower e l'Atropos - Mondadori, 1958, BUR 2021 [1805 - 1807]
6. The Happy Return (Il felice ritorno - Omnibus Mondadori 1956/SuperBUR, 2001) [1808]
7. A Ship of the Line (Una nave di linea - Omnibus Mondadori 1956/SuperBUR, 2001) [1810]
8. Flying Colours (La strega di "Endor" - Omnibus Mondadori, 1956/SuperBUR, 2001; assieme a Il felice ritorno e Una nave di linea, stampato in un volume unico: Le avventure del Capitano Hornblower) [1811]
9. Commodore Hornblower (Il commodoro Hornblower - Omnibus Mondadori, 1951/SuperBUR, 2002) [1812]
10. Lord Hornblower (Lord Hornblower - Omnibus Mondadori, 1951/SuperBUR, 2002; assieme a Il Commodoro Hornblower, stampato in un volume unico: Hornblower Commodoro e Lord) [1813]
11. Hornblower in the West Indies (Hornblower ammiraglio: l'ultima avventura - Longanesi, 1973)  BUR 2022 [1821]

The Hornblower Companion (mai tradotto né pubblicato in Italia) è un saggio, scritto dallo stesso Forester, che esplora la carriera, le missioni svolte, le navi comandate, gli scontri navali e i personaggi incontrati, ovverosia analizza e commenta l'intero universo di Hornblower da lui stesso creato.

## Film
La sceneggiatura del film Le avventure del capitano Hornblower (Captain Horatio Hornblower R.N., 1951) di Raoul Walsh, in cui il capitano Hornblower è interpretato dall'attore statunitense Gregory Peck, è basata su tre romanzi di Forester: The Happy Return, A Ship of the Line e Flying Colours, che non sono collegati tra loro; tuttavia sono stati adattati dall'autore per il film (coadiuvato dagli sceneggiatori Ivan Goff, Ben Roberts ed Aeneas MacKenzie) e la sola cosa che li accomuna è la storia d'amore tra Hornblower e Lady Wellesley (interpretata nel film da Virginia Mayo).

## Film TV
Il personaggio venne interpretato da Ioan Gruffudd in una miniserie britannica in otto puntate andata in onda tra il 1998 e il 2003. Nel 1999 la miniserie vinse due premi Emmy: uno come miglior miniserie e uno come miglior montaggio cinematografico in una miniserie o film TV.
In Italia le puntate vennero trasmesse in prima visione da Rete 4 la domenica sera nell'estate del 2003.

### Curiosità
Il 25 luglio 2006 Adam Yauch, componente dei Beastie Boys, presenta il suo cortometraggio umoristico A Day in the Life of Nathaniel Hornblower, dove il personaggio è interpretato dall'attore comico David Cross.